# Torre de Peñafiel
Torre de Peñafiel es una localidad de la provincia de Valladolid, Castilla y León, España. Pertenece a la comarca de Campo de Peñafiel.

## Historia
En tiempos medievales se denominó Las Aldehuelas y Torre las Aldehuelas.
En 1889 con fondos municipales se construyó una nueva casa consistorial y escuela de niños.
Desde 1895, el Municipio de Torre de Peñafiel está formado por los términos y poblaciones de las antiguas villas de La Torre de Peñafiel y Molpeceres. Sus términos están separados.

## Geografía humana

### Demografía
Cuenta con una población de 57 habitantes (INE 2024).
| Gráfica de evolución demográfica de Torre de Peñafiel entre 1842 y 2021 |
| |
| Población de derecho según los censos de población del INE Población de hecho según los censos de población del INEEntre el censo de 1857 y el anterior, crece el término del municipio porque incorpora a 475010 (Molpeceres) |

### Población por núcleos
Desglose de población según el Padrón Continuo por Unidad Poblacional del INE.
| Núcleos           | Habitantes (2014) | Varones | Mujeres |
| ----------------- | ----------------- | ------- | ------- |
| Molpeceres        | 4                 | 1       | 3       |
| Torre de Peñafiel | 39                | 24      | 15      |

## Administración
| Periodo   | Nombre                    | Partido |
| --------- | ------------------------- | ------- |

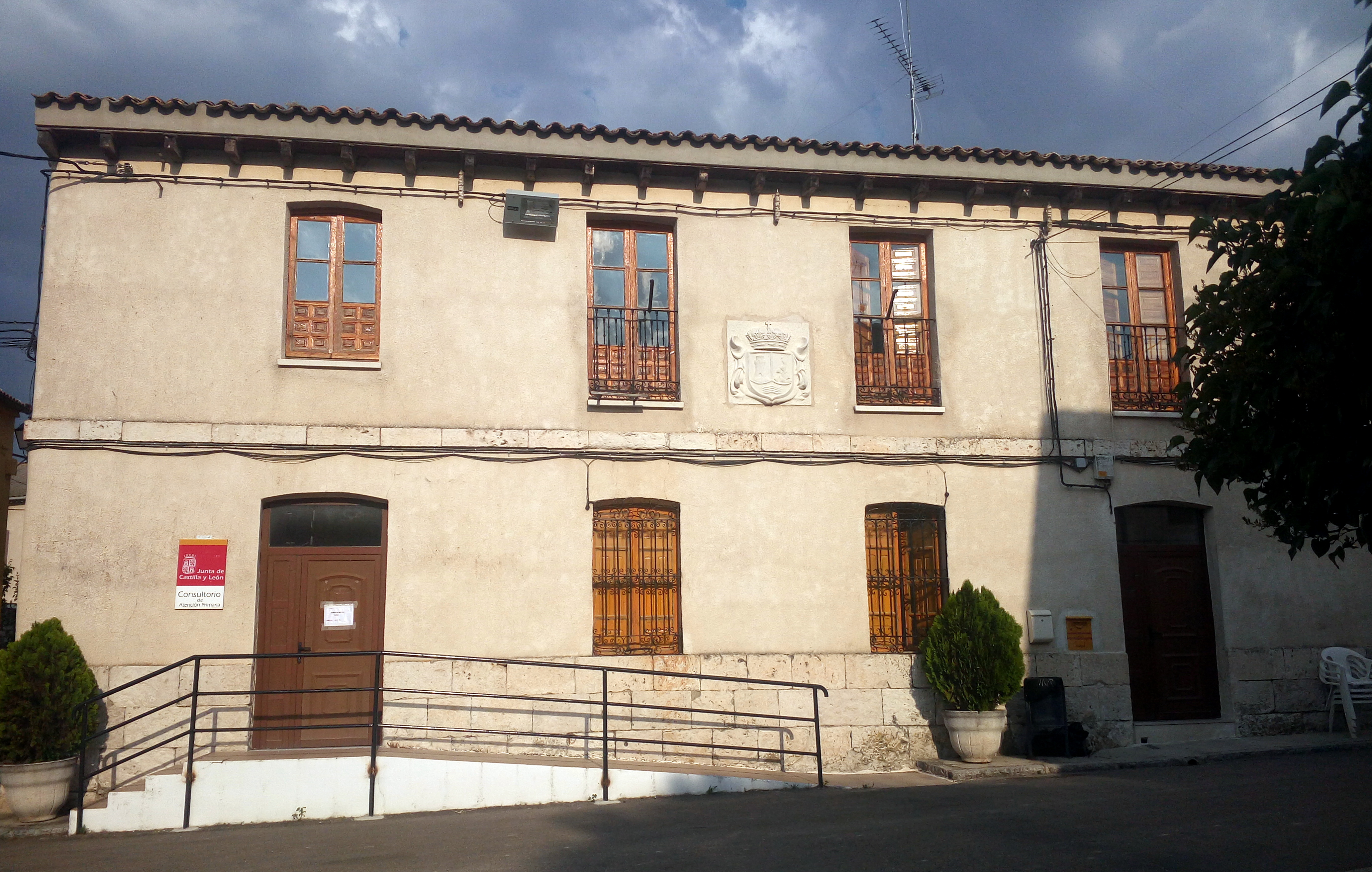
Casa consistorial

| 2007-2011 | Justo de la Fuente Arranz | PP      |
| 2015-2019 | Justo de la Fuente Arranz | PP      |

### Evolución de la deuda viva
El concepto de deuda viva contempla solo las deudas con cajas y bancos relativas a créditos financieros, valores de renta fija y préstamos o créditos transferidos a terceros, excluyéndose, por tanto, la deuda comercial.
Entre los años 2008 a 2014 este ayuntamiento no ha tenido deuda viva.